# Augusta Frederika Hannoverská
Princezna Augusta Frederika Britská (31. července 1737, Londýn – 23. března 1813, Londýn) byla vnučka krále Jiřího II. a jediný starší sourozenec Jiřího III. Byla vévodkyní z Brunšviku-Lüneburku a kněžnou z Brunšviku-Wolfenbüttelska sňatkem s Karlem Vilémem Ferdinandem, vévodou z Brunšviku. Její dcera Karolina byla manželkou Jiřího IV.

## Mládí
Narodila se 31. července 1737 v St James's Palace v Londýně jako první z devíti dětí následníka britského trůnu Frederika prince z Walesu, nejstaršího syna krále Jiřího II. a královny Karoliny z Ansbachu, a jeho manželky Augusty Sasko-Gothajské.
O padesát dní později byla v St. James's Palace pokřtěna arcibiskupem Canterbury Johnem Potterem. Její kmotři byli dědeček z otcovy strany král (zastoupen svým lordem komořím Charlesem FitzRoyem vévodou z Grafton) a její babičky královna Karolina a Magdalena Augusta Anhaltsko-Zerbstská, rovněž v zastoupení.
Jako nejstarší dítě následníka trůnu byla druhá v posloupnosti nástupnictví na britský trůn. Získala pečlivé vzdělání a o jejím manželství se začalo jednat roku 1761.

## Život v Brunšviku
Dne 16. ledna 1764 se provdala za Karla Viléma Ferdinanda, vévodu Brunšvicko-Wolfenbüttelského.
Rezidenci v Brunšviku považovala za příliš jednoduchou. Ještě roku 1764 se vrátila do Velké Británie. Nový palác byl postaven v Zuckerbergu jižně od Brunšviku, a to Carlem Christophem Wilhelmem Fleischerem. Když roku 1768 byl palác dokončen, přestěhovala se tam natrvalo.
Jak bylo v té době obvyklé, sňatek Augusty s Karlem byl čistě politicky motivován a panovala v něm vzájemná lhostejnost. Augusta byla lhostejná i ke Karlovým vztahům s Marií Antonií Branconi a Louise Hertefeld. Tato její lhostejnost byla někdy vnímána jako arogance a to dalo vzniknout spekulacím a pomluvám. Její dva starší synové se narodili se zdravotním postižením, a byli proto vyloučeni z následnictví.
Roku 1772 navštívila na pozvání své matky Anglii. Při této příležitosti byla zapojena do konfliktu se svou švagrovou, královnou Šarlotou. Královna s ní měla konflikt o etiketě a nedovolila, aby se setkala se svým bratrem králem o samotě. Augustě dovoleno pobývat v Carlton House nebo St. James Palace a byla nucena žít v malém domku v Pall Mall.

## Pozdější život
Roku 1806 vyhlásilo Prusko Francii válku a vévoda z Brunšviku se stal velitelem pruské armády. Dne 14. října téhož roku v bitvě u Jeny Napoleon porazil pruskou armádu a ve stejný den v bitvě u Auerstadtu byl vévoda vážně zraněn a o několik dní později zemřel. Vévodkyně z Brunšviku se dvěma ze svých synů utekla ze zničeného paláce v Altoně, kde byla přítomna se svou snachou Marií Bádenskou. Její další snacha Luisa Oranžsko-Nasavská odešla do Švýcarska se svou matkou – vzhledem k postupující francouzské armádě byly instruovány britským velvyslancem, aby uprchly. Mariiným švagrem králem Gustavem IV. Adolfem byly pozvány do Švédska. Marie nabídku přijala, Augusta však odešla do malého městečka Augustenborg východně od Jutska. Zde zůstala se svou neteří princeznou Luisou Augustou Dánskou, dcerou její sestry královny Karoliny Matyldy Hannoverské. V září 1807 jí bylo dovoleno, aby se přesunula do Londýna. Odstěhovala se do Montague House, a to se svou dcerou Karolinou Brunšvickou.
Zemřela 23. března 1813. Pohřbena byla v kapli svatého Jiří ve Windsoru.

## Tituly a oslovení
- 31. července 1737 - 16. ledna 1764: Její královská Výsost princezna Augusta
- 16. ledna 1764 - 26. března 1780: Její královská Výsost dědičná vévodkyně Brunšvicko-Lüneburská
- 26. března 1780 - 10. listopadu 1806: Její královská Výsost vévodkyně Brunšvicko-Lüneburská
- 10. listopadu 1806 - 23. března 1813: Její královská Výsost vévodkyně vdova Brunšvicko-Lüneburská

## Potomci
Dohromady měla 7 dětí:
| Jméno                              | Narození           | Úmrtí             | Poznámka |
| ---------------------------------- | ------------------ | ----------------- | --- |
| Augusta Brunšvicko-Wolfenbüttelská | 3. prosince 1764   | 27. září 1788     | svatba roku 1780, Fridrich III., vévoda Württemberský; z manželství se narodily čtyři děti                                                          |
| Karl Georg August                  | 8. února 1766      | 20. září 1806     | svatba 1790, Luisa Oranžsko-Nasavská, princezna Oranžsko-Nasavská; manželství zůstalo bezdětné                                                      |
| Karolina Amálie Alžběta            | 17. května 1768    | 7. srpna 1821     | svatba 1795, Jiří IV.; z manželství se narodila jediná dcera, jejíž smrt v mladém věku bez potomků dala vzniknout nástupnické krizi britského trůnu |
| Georg Wilhelm Christian            | 27. června 1769    | 16. září 1811     | prohlášen neschopným, vyloučen z řady posloupnosti nástupnictví                                                                                     |
| August                             | 18. srpna 1770     | 18. prosince 1822 | prohlášen neschopným, vyloučen z řady posloupnosti nástupnictví                                                                                     |
| Friedrich Wilhelm                  | 9. října 1771      | 16. června 1815   | svatba 1802, Marie Alžběta Vilemína Bádenská; z manželství se narodili dva synové a mrtvá dcera                                                     |
| Amelie Karoline Dorothea Luise     | 22. listopadu 1772 | 2. dubna 1773     | zemřela v útlém věku |

## Vývod z předků
|                               |                                          |  |                           |                                     |  |  |  |  |  |  |  | Arnošt August Brunšvicko-Lüneburský |
|                               |                                          |  |                           |                                     |  |  |  |  |  |  |  |                                     |
|                               | Jiří I.                                  |  |                           |                                     |  |  |  |  |  |  |  |                                     |
|                               |                                          |  |                           |                                     |  |  |  |  |  |  |  |                                     |
|                               |                                          |  |                           | Žofie Hannoverská                   |  |  |  |  |  |  |  |                                     |
|                               |                                          |  |                           |                                     |  |  |  |  |  |  |  |                                     |
|                               | Jiří II.                                 |  |                           |                                     |  |  |  |  |  |  |  |                                     |
|                               |                                          |  |                           |                                     |  |  |  |  |  |  |  |                                     |
|                               |                                          |  |                           | Jiří Vilém Brunšvicko-Lüneburský    |  |  |  |  |  |  |  |                                     |
|                               |                                          |  |                           |                                     |  |  |  |  |  |  |  |                                     |
|                               | Žofie Dorotea z Celle                    |  |                           |                                     |  |  |  |  |  |  |  |                                     |
|                               |                                          |  |                           |                                     |  |  |  |  |  |  |  |                                     |
|                               |                                          |  |                           | Éléonore Desmier d'Olbreuse         |  |  |  |  |  |  |  |                                     |
|                               |                                          |  |                           |                                     |  |  |  |  |  |  |  |                                     |
|                               | Frederik Ludvík Hannoverský              |  |                           |                                     |  |  |  |  |  |  |  |                                     |
|                               |                                          |  |                           |                                     |  |  |  |  |  |  |  |                                     |
|                               |                                          |  |                           | Albrecht II. Braniborsko-Ansbašský  |  |  |  |  |  |  |  |                                     |
|                               |                                          |  |                           |                                     |  |  |  |  |  |  |  |                                     |
|                               | Jan Fridrich Braniborsko-Ansbašský       |  |                           |                                     |  |  |  |  |  |  |  |                                     |
|                               |                                          |  |                           |                                     |  |  |  |  |  |  |  |                                     |
|                               |                                          |  |                           | Žofie Markéta Oettingenská          |  |  |  |  |  |  |  |                                     |
|                               |                                          |  |                           |                                     |  |  |  |  |  |  |  |                                     |
|                               | Karolina z Ansbachu                      |  |                           |                                     |  |  |  |  |  |  |  |                                     |
|                               |                                          |  |                           |                                     |  |  |  |  |  |  |  |                                     |
|                               |                                          |  |                           | Jan Jiří I. Sasko-Eisenašský        |  |  |  |  |  |  |  |                                     |
|                               |                                          |  |                           |                                     |  |  |  |  |  |  |  |                                     |
|                               | Eleonora Sasko-Eisenašská                |  |                           |                                     |  |  |  |  |  |  |  |                                     |
|                               |                                          |  |                           |                                     |  |  |  |  |  |  |  |                                     |
|                               |                                          |  |                           | Johana ze Sayn-Wittgensteinu        |  |  |  |  |  |  |  |                                     |
|                               |                                          |  |                           |                                     |  |  |  |  |  |  |  |                                     |
| Augusta Frederika Hannoverská |                                          |  |                           |                                     |  |  |  |  |  |  |  |                                     |
|                               |                                          |  |                           |                                     |  |  |  |  |  |  |  |                                     |
|                               |                                          |  | Arnošt I. Sasko-Gothajský |                                     |  |  |  |  |  |  |  |                                     |
|                               |                                          |  |                           |                                     |  |  |  |  |  |  |  |                                     |
|                               | Fridrich I. Sasko-Gothajsko-Altenburský  |  |                           |                                     |  |  |  |  |  |  |  |                                     |
|                               |                                          |  |                           |                                     |  |  |  |  |  |  |  |                                     |
|                               |                                          |  |                           | Alžběta Žofie Sasko-Altenburská     |  |  |  |  |  |  |  |                                     |
|                               |                                          |  |                           |                                     |  |  |  |  |  |  |  |                                     |
|                               | Fridrich II. Sasko-Gothajsko-Altenburský |  |                           |                                     |  |  |  |  |  |  |  |                                     |
|                               |                                          |  |                           |                                     |  |  |  |  |  |  |  |                                     |
|                               |                                          |  |                           | August Sasko-Weissenfelský          |  |  |  |  |  |  |  |                                     |
|                               |                                          |  |                           |                                     |  |  |  |  |  |  |  |                                     |
|                               | Magdaléna Sibyla Sasko-Weissenfelská     |  |                           |                                     |  |  |  |  |  |  |  |                                     |
|                               |                                          |  |                           |                                     |  |  |  |  |  |  |  |                                     |
|                               |                                          |  |                           | Anna Marie Meklenbursko-Schwerinská |  |  |  |  |  |  |  |                                     |
|                               |                                          |  |                           |                                     |  |  |  |  |  |  |  |                                     |
|                               | Augusta Sasko-Gothajská                  |  |                           |                                     |  |  |  |  |  |  |  |                                     |
|                               |                                          |  |                           |                                     |  |  |  |  |  |  |  |                                     |
|                               |                                          |  |                           | Jan VI. Anhaltsko-Zerbstský         |  |  |  |  |  |  |  |                                     |
|                               |                                          |  |                           |                                     |  |  |  |  |  |  |  |                                     |
|                               | Karel Anhaltsko-Zerbstský                |  |                           |                                     |  |  |  |  |  |  |  |                                     |
|                               |                                          |  |                           |                                     |  |  |  |  |  |  |  |                                     |
|                               |                                          |  |                           | Žofie Augusta Holštýnsko-Gottorpská |  |  |  |  |  |  |  |                                     |
|                               |                                          |  |                           |                                     |  |  |  |  |  |  |  |                                     |
|                               | Magdalena Augusta Anhaltsko-Zerbstská    |  |                           |                                     |  |  |  |  |  |  |  |                                     |
|                               |                                          |  |                           |                                     |  |  |  |  |  |  |  |                                     |
|                               |                                          |  |                           | August Sasko-Weissenfelský          |  |  |  |  |  |  |  |                                     |
|                               |                                          |  |                           |                                     |  |  |  |  |  |  |  |                                     |
|                               | Žofie Sasko-Weissenfelská                |  |                           |                                     |  |  |  |  |  |  |  |                                     |
|                               |                                          |  |                           |                                     |  |  |  |  |  |  |  |                                     |
|                               |                                          |  |                           | Anna Marie Meklenbursko-Schwerinská |  |  |  |  |  |  |  |                                     |
|                               |                                          |  |                           |                                     |  |  |  |  |  |  |  |                                     |